# ICECON
Institutul de Cercetări pentru Echipamente și Tehnologii în Construcții - ICECON S.A .cu sediul social în România, minicipiul București, Șos.Pantelimon nr.266, sectorul 2, email: icecon@icecon.ro este o companie de cercetări în domeniul constucțiilor, din România.
A fost înființată în anul 1995 prin desprinderea departamentului pentru mecanizarea construcțiilor din INCERC  (Institutul de Cercetări în Construcții și Economia Construcțiilor), formând o societate pe acțiuni cu capital privat.
Din 2011, ICECON este membru partener, cu drepturi egale, în E.O.T.A. -European Organisation for Technical Approvals .
Din 2014, ICECON este notificat la Comisia Europeana (Bruxelles) pentru emiterea de evaluări tehnice în construcții și  pentru încercări de laborator (Dep. Laborator ICECON TEST), potrivit Regulamentului (UE) 305/2011.
ICECON S.A. este acreditat de C.T.P.C.- Consiliul Tehnic Permanent pentru Construcții din România să elaboreze agremente tehnice naționale.
De asemenea, din grupul ICECON, mai fac parte organismele ICECON CERT (notificat pentru evaluarea constanței performanței produselor) și ICECON INSPECT (inspectie tehnică în construcții).
email: icecon@icecon.ro

## Conducere
1. Prof.Univ.Dr.Ing. Polidor BRATU, membru al Academiei de Științe Tehnice - Președinte- Director General;
2. Ec. Gabriela VULPE, - Director Economic;
3. Cons.Jur.Daniel BURLACU- Director Resurse Umane-Juridic-Administrativ;
4. Dr.Ing. Ioan PEPENAR - Director Produse, Echipamente și Protecție în COnstrucții;
5. Ing. Aurelian GHINEA - Director Laborator ICECON TEST;
6. Ing. Florin POPESCU - Director TEHNIC.